# Nederlands landskampioenschap voetbal 1897/1898
Desátý ročník Nederlands landskampioenschap voetbal 1897/1898 (česky: Nizozemské fotbalové mistrovství). V turnaji se hrálo ve skupinách (Východní a Západní). Východní skupinu vyhrál Vitesse a západní RAP Amsterdam. Finále se hrálo 24. dubna 1898 v Utrechtu. Utkání skončilo 4:2 pro RAP Amsterdam.